# Β-ポルフィラナーゼ
β-ポルフィラナーゼ(Beta-porphyranase、EC 3.2.1.178)は、ポルフィランのβ-D-ガラクトピラノース-(1->4)-α-L-ガラクトピラノース-6-硫酸の結合を加水分解する酵素である。
系統名は、ポルフィラン β-D-ガラクトピラノース-(1->4)-α-L-ガラクトピラノース-6-硫酸 4-グリカノヒドロラーゼ(porphyran beta-D-galactopyranose-(1->4)-alpha-L-galactopyranose-6-sulfate 4-glycanohydrolase)である。
ポルフィランの骨格の70%近くは、(1->3)-結合のβ-D-ガラクトピラノースがα-L-ガラクトピラノース-6-硫酸と結合した構造をしている。